# Maurizio Cazzati
Maurizio Cazzati (Luzzara, 1º marzo 1616 – Mantova, settembre 1678) è stato un compositore italiano del periodo barocco.

## Biografia
Cazzati nacque a Luzzara, Ducato di Mantova (oggi il Comune più settentrionale della provincia di Reggio Emilia).
Fu un direttore musicale di successo in diverse città vicino al suo luogo di nascita, ad esempio Mantova, Bozzolo, Ferrara e Bergamo. 
La sua opera I gridi di Cerere ebbe la prima assoluta a Ferrara nel 1652 ed Ercole effeminato nel 1654 nel Palazzo della Ragione (Bergamo).
Era così ben considerato che nel 1657 fu invitato a ricoprire il ruolo di Maestro di Cappella presso la Cappella musicale di S. Petronio a Bologna, senza avere bisogno di farne richiesta. Immediatamente dopo questo incarico, egli mise in atto alcune innovazioni che gli guadagnarono una generale ostilità da parte della comunità musicale e che lo portarono ad avere conflitti personali con altri membri della cappella. In particolare egli fu aspramente criticato da Lorenzo Perti e Giulio Cesare Arresti, i quali misero in dubbio le sue capacità di maestro. Verosimilmente, come Cazzati dichiarò in seguito, essi erano solo gelosi della sua posizione. Infatti, la nomina di Cazzati a San Petronio agì come un potente stimolo alla vita musicale della città. Cazzati compose numerose raccolte di sonate a tre, di capricci e di  danze. I suoi allievi, il più famoso dei quali fu Giovanni Battista Vitali, perfezionarono la struttura della sonata, portandola gradualmente a proporzioni che Corelli avrebbe rispettato. Allo stesso tempo, sotto l'influenza della loro magnifica scuola di violino, impararono a sfruttare meglio le risorse sonore dello strumento .
Nel 1658 l'opera Le gare de' fiumi ebbe la prima assoluta a Bologna, nel 1662 Le gare d'Amore e di Marte, nel 1664 gli oratori Il Caino condannato con il libretto di Giovanni Francesco Savaro, Celeste aiuto a chi ben fa non manca, Il diluvio con il libretto di Savaro e Il zelante di feso, nel 1665 Il transito di San Giuseppe, il 17 marzo 1667 Sisara con il libretto di Savaro, il 24 marzo 1668 La Giuditta e il 1º marzo La Psiche deificata nella Chiesa di San Petronio e nel 1669 Il viaggio di Tobia ed il 26 marzo La vittoria di San Filippo Neri a Bologna.
Nel 1671 egli lasciò questo posto e ritornò a Mantova, dove prestò servizio presso la Duchessa Isabella come Maestro di Cappella da Camera fino alla sua morte. Nonostante la musica strumentale sia solo una piccola parte della sua enorme produzione (66 volumi stampati), essa viene considerata oggi la più influente ed importante.